# Voštani cvijet
Voštani cvijet (hoja, lat. Hoya), veliki biljni rod iz porodice zimzelenovki (Apocynaceae). Postoji preko 550 vrsta (565 kod Kew–a) vazdazelenih grmastih penjačica i puzačica rasprostranjenih po južnoj i jugoistočnoj Aziji i Australiji. Kao tip navodi se H. carnosa (L. f.) R. Br., grm koji raste od Kine pa do Queenslanda u Australiji, a hrvatski je nazivana voštani cvijet.
Neke vrste omiljene su u kućnom uzgoju kod kojih su poznati kultivari: ‘Priktai’, ‘Chouke’, ‘Ruby Sue’, ‘Rainforest Beauty’, ‘Pink Silver’, ‘Sunkissed’, ‘Moonlight’, ‘Noelle’ i ‘Exotica’. 

## Vrste
Vidi Popis vrsta roda Hoya

## Vanjske poveznice
- Hoya Genus